# Гай Антисций Вет
Вижте пояснителната страница за други личности с името Гай Антисций Вет.
Гай Антисций Вет (на латински: Gaius Antistius Vetus) e политик по време на края на Римската република и началото на Римската империя.

## Произход и политическа кариера
Той е син на цезарския офицер Гай Антисций Вет, претор през 70 пр.н.е., през 68 пр.н.е. пропретор в Далечна Испания и началник на Гай Юлий Цезар, който служи при него като квестор. Той дава своя син на грижите на Цезар.
Гай Антисций Вет става през 61 г. пр.н.е. квестор при Юлий Цезар. През 57 г. пр.н.е. е народен трибун и е на страната на Цицерон в конфликта му с Клодий. През гражданската война е на страната на Цезар. През 45 г. пр.н.е. Цезар го изпраща в Сирия като квестор, където остава до 43 пр.н.е., когато партите го изгонват.
След убийството на Цезар той е малко с Брут, обаче скоро се присъединява към Октавиан. През 35/34 пр.н.е. е легат за две години и води война против саласите в Северна Италия.
През 30 г. пр.н.е. е суфектконсул заедно с Октавиан. През 25 г. пр.н.е. e легат на Август в Близка Испания и се бие против кантабрите и астурите на северния средиземноморски бряг в Испания.
Вероятно е издигнат в патриций-съсловието през 29 г. пр.н.е.

## Деца
- Гай Антисций Вет, консул през 6 пр.н.е.